# 早川元

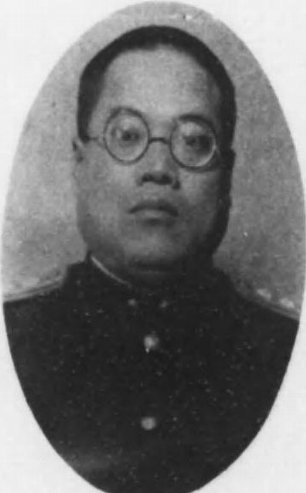
早川元

早川 元（はやかわ はじめ、1895年（明治28年）6月21日 - 1970年（昭和45年）8月4日）は、日本の内務官僚。官選県知事、海軍司政長官。

## 経歴
長野県出身。早川繁夫の長男として生まれる。第八高等学校を卒業。1920年、東京帝国大学法学部を卒業。1921年、貴族院に入り貴族院属となる。1922年11月、高等試験行政科試験に合格。
1923年4月、内務省に転じ警視庁属となる。以後、警察署長、警視庁事務官、同消防部長、長崎県書記官・警察部長、愛知県書記官・警察部長などを経て、1939年4月、熊本県総務部長に就任。
1941年1月、沖縄県知事に就任。標準語・国民礼法励行運動、南進政策、翼賛壮年団の結成、食糧増産などを推進した。1943年7月1日、大分県知事に転任。軍人援護、防空設備の増強、健民運動など、戦時体制の整備を推進した。1944年10月、海軍司政長官に転じ、南西方面海軍民政府ボルネオ民政部長官に就任し終戦を迎えた。その後、公職追放となった。

## 関連書籍
- 野里洋 編著 『早川元・沖縄県知事日記 : 昭和十六年』 ひるぎ社、1985年。